# آرتور بوکا
آرتور بوکا (انگلیسی: Arthur Boka؛ زاده ۲ آوریل ۱۹۸۳) یک بازیکن فوتبال اهل ساحل عاج است.
از تیم‌هایی که در آن بازی کرده است می‌توان به باشگاه فوتبال اشتوتگارت اشاره کرد.
وی همچنین در تیم ملی فوتبال ساحل عاج بازی کرده‌است.